# DB-Baureihe 399
Als Baureihe 399 wurden nach dem gemeinsamen Baureihenschema von Bundesbahn und Reichsbahn schmalspurige Kleinlokomotiven bezeichnet. Die Baureihe wurde von der Deutschen Bahn AG übernommen.
Für die unterschiedlichen Spurweiten der DB-Baureihe 399 werden drei Nummernbereiche unterschieden: Loks mit einer Spurweite von 1000 mm erhalten Ordnungsnummern zwischen 101 und 199, dabei bekamen die DB-Loks die Ordnungsnummern 101 bis 109, die DR-Loks die Nummern ab 110. Bei 600 mm Spurweite wurden Nummern zwischen 601 und 699 sowie bei 750 mm Spurweite Nummern zwischen 701 und 799 vergeben. 
Lediglich eine Bauserie (die Neubauloks der Inselbahn Wangerooge) wurden direkt an die Deutsche Bahn AG geliefert, alle anderen Loks wurden von den Vorgängergesellschaften DB und DR übernommen und zum großen Teil bereits kurz nach dem Zusammenschluss weiterverkauft. Die Baureihe 399 umfasste mit Stand des Jahres 2007 die Lokomotiven 399 105–108.

## Inselbahn Wangerooge

### 399 101–104
Hauptartikel: DB-Baureihe 329
Die vier von der Deutschen Bundesbahn übernommenen Altbauloks der Baureihe 329 der Wangerooger Inselbahn erhielten 1992 die Nummern 399 101–104. Sie wurden 1999 bzw. 2000 abgestellt, sind 2002 verkauft worden.

### 399 105–106

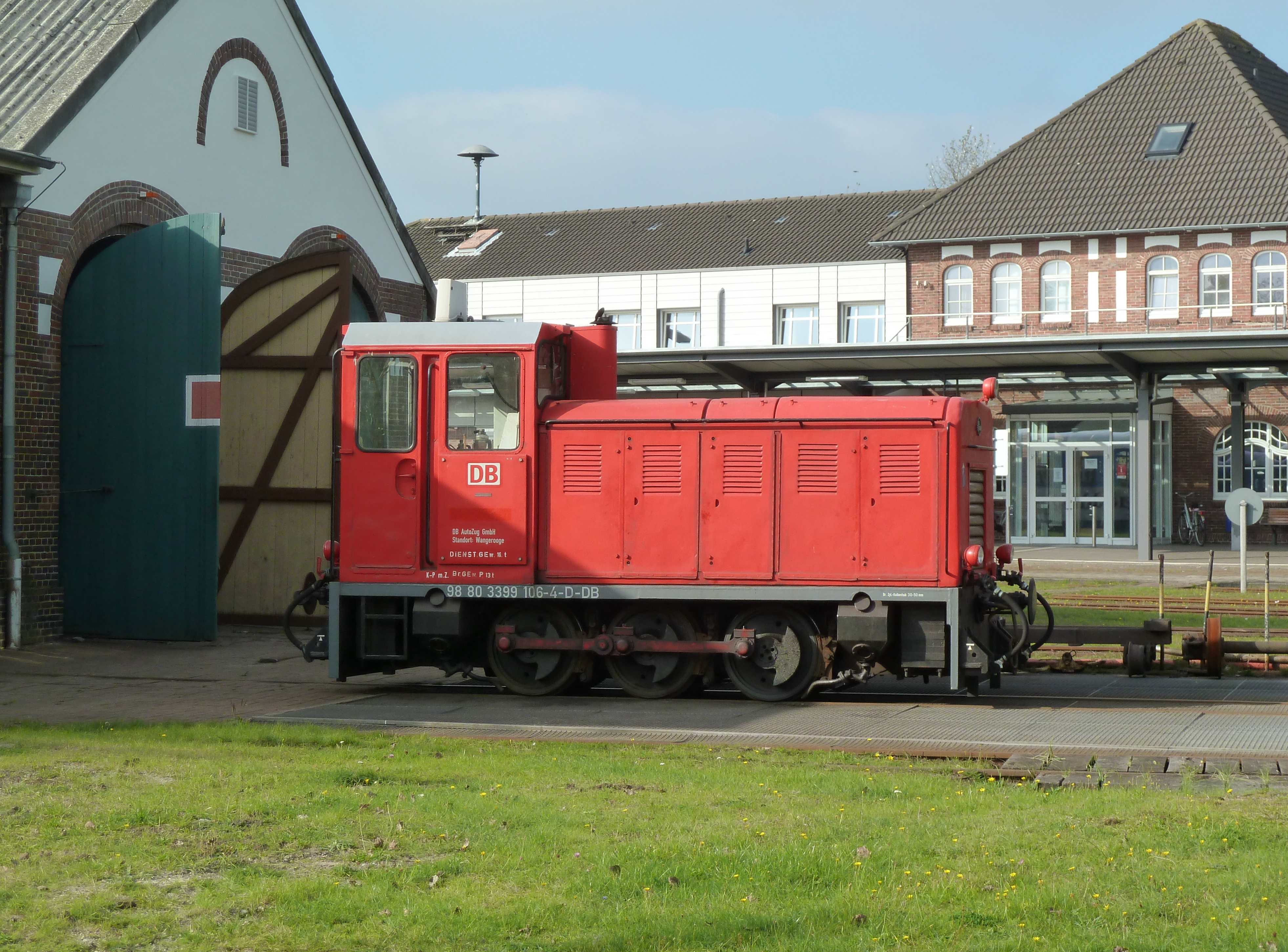
399 106 am 11. Oktober 2010 im Bahnhof Wangerooge

Noch vor der Gründung der DB AG beschaffte die Deutsche Bundesbahn im Jahr 1992 zwei dreiachsige Kleinloks des rumänischen Typs Faur L18H vom ehemaligen Mansfeld-Kombinat für den Einsatz auf der Inselbahn Wangerooge. Sie sollten zunächst die Altbaulokomotiven der Baureihe 329 unterstützen, konnten aber die in sie gesetzten Erwartungen nicht erfüllen. Sie werden daher bis heute meist für kurze Güterzüge und als Reserve für die Personenzüge vorgehalten, wenn die Maschinen 399 107 und 399 108 nicht zur Verfügung stehen.

### 399 107–108

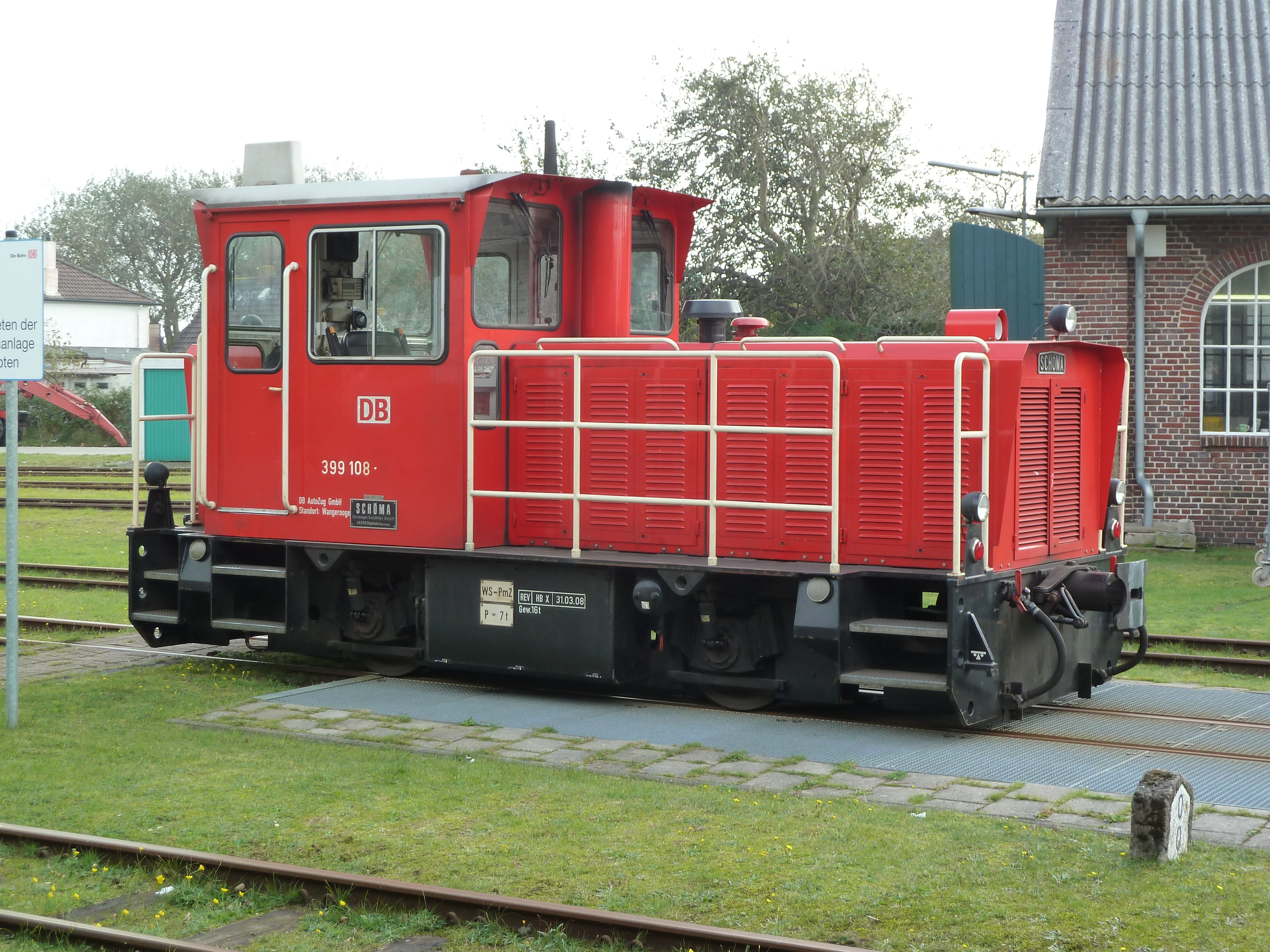
399 108 Wangerooge Bahnhof 11. Oktober 2010

Im Zuge der Modernisierung der Wangerooger Inselbahn beschaffte die DB 1992/93 zwei neue Zuggarnituren, die aber wegen der Probleme mit den rumänischen Kleinloks zunächst weiterhin mit den Altbaulokomotiven eingesetzt wurden. Im Jahr 1999 lieferte die Firma Schöma in Diepholz schließlich zwei zweiachsige Maschinen des Typs CFL150DCL mit einer Leistung von 166 kW (ca. 225 PS) aus, die in Fortführung des Nummernschemas als 399 107-2 und 399 108-0 bezeichnet wurden. Drei Maschinen dieser Bauart mit anderer Motorisierung waren zum Zeitpunkt der Auslieferung bereits seit fünf bzw. sechs Jahren auf der Borkumer Kleinbahn im Einsatz und hatten sich dort bereits bewährt. Die Wangerooger Maschinen übernahmen in der Folge beinahe den gesamten Verkehr der Inselbahn und sind seitdem täglich im Einsatz.

## Industriebahn Halle

### 399 110–111
Hauptartikel: Schmalspurige Kleinlokomotiven der Deutschen Reichsbahn
Für den Betrieb auf der Industriebahn Halle (Saale) baute die Deutsche Reichsbahn zwei Lokomotiven der Baureihe Kö II (100 128 und 100 287) auf Meterspur um. Beide Maschinen wurden mit der Stilllegung der Industriebahn 1992 abgestellt und bekamen die neue Baureihenbezeichnung daher nicht mehr angeschrieben. Sie befinden sich jetzt (museal erhalten) bei der BSW Gruppe Traditionsgemeinschaft Bw Halle P e. V.

## Harzer Schmalspurbahnen

### 399 112–113
Hauptartikel: Schmalspurige Kleinlokomotiven der Deutschen Reichsbahn
Zwei Kleinloks des Typs V 10 C wurden von der Deutschen Reichsbahn zunächst auf der Spreewaldbahn und später im Harz eingesetzt. Die Baureihenbezeichnung 399 erhielten auch sie lediglich auf dem Papier, da sie bereits 1991 abgestellt und zwei Jahre später an die Harzer Schmalspurbahnen verkauft wurden. Beide Loks sind nicht betriebsfähig erhalten.

### 399 114–116
Hauptartikel: Schmalspurige Kleinlokomotiven der Deutschen Reichsbahn
Auch im Harz setzte die Deutsche Reichsbahn drei umgespurte Kleinloks der Baureihe Kö II ein, die wie alle anderen Fahrzeuge im Jahr 1993 an die Harzer Schmalspurbahnen verkauft wurden. Auch bei diesen Loks wurde die Baureihenbezeichnung 399 nicht angeschrieben, alle drei sind erhalten, die 199 011 (399 115) wurde bis Oktober 2015 betriebsfähig für die Werkstatt in Wernigerode vorgehalten, seitdem ist dort die wieder aufgearbeitete 199 012 (399 116) im Einsatz.

### 399 130
Hauptartikel: LKM V 30 C
Im Bestand der Deutschen Reichsbahn befand sich auch eine Lokomotive, die als Prototyp für eine Serie für Java gebaut worden war. Auch sie erhielt nur auf dem Papier die Baureihenbezeichnung 399 und wurde 1993 an die Harzer Schmalspurbahnen verkauft. Mangels Bedarf ist die Lok seit 1997 abgestellt.

## Berliner Parkeisenbahn

### 399 601–603
Hauptartikel: Schmalspurige Kleinlokomotiven der Deutschen Reichsbahn
Die Lokomotiven der Berliner Parkeisenbahn waren nie im Bestand der Deutschen Bahn AG, erhielten aber 1992 im Rahmen der Vereinheitlichung der Nummernsysteme bereits die Nummern 399 601–603. Vor Gründung der DB AG wurden sie 1993 an die neu gegründete Berliner Parkeisenbahn GmbH abgegeben und sind auch noch erhalten.

## Thumer Netz

### 399 701–702
Hauptartikel: Schmalspurige Kleinlokomotiven der Deutschen Reichsbahn
Zwei Schmalspurlokomotiven des Typs Ns 4 von LKM wurden noch bis 1992 bzw. 1993 auf einem verbliebenen Restabschnitt der Schmalspurbahn Wilischthal–Thum eingesetzt. Auch diese erhielten noch die Nummern 399 701 und 702 im Rahmen des einheitlichen Nummernsystems, wurden aber vor Gründung der DB AG abgestellt und verkauft. Eine der Maschinen gehört heute der IG Preßnitztalbahn, die andere der Döllnitzbahn.

## Rügensche Kleinbahnen

### 399 703
Hauptartikel: Heeresfeldbahnlokomotive HF 130 C
Als 399 703 wurde ab 1992 die ehemalige Köf 6003 der Deutschen Reichsbahn, eine Heeresfeldbahnlokomotive HF 130 C, bezeichnet, die auf der Insel Rügen eingesetzt wurde. Die Lok kam 1994 in den Bestand der Deutschen Bahn AG, erhielt auch die neue Nummer, wurde jedoch wenige Monate später abgestellt. Seit 1996 gehört die Lok der Rügenschen Kleinbahn.